# Beverly Matherne
Beverly Matherne (* 15. März 1946 in Louisiana) ist eine US-amerikanische Schriftstellerin. 

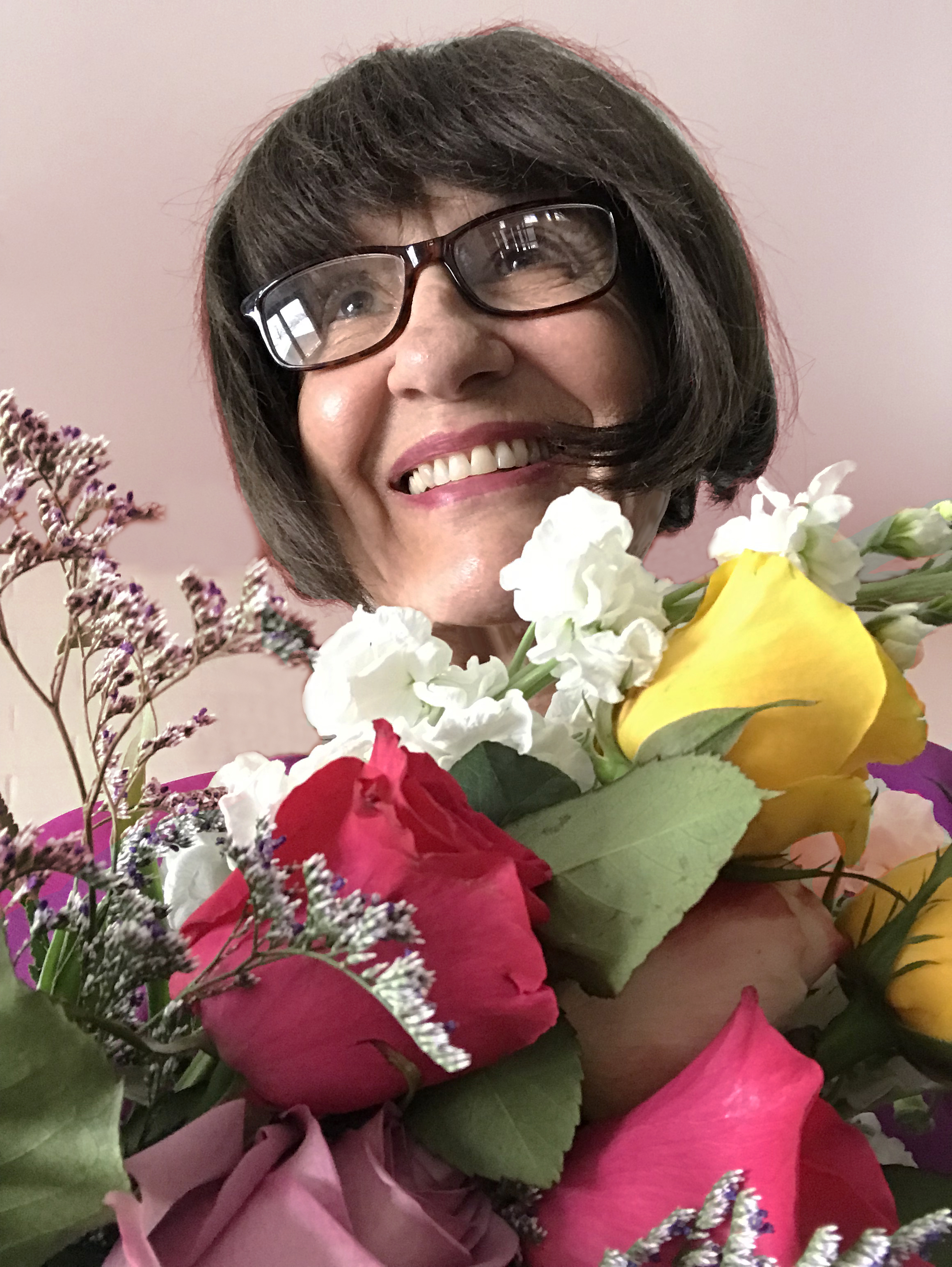
Beverly Matherne in 2019

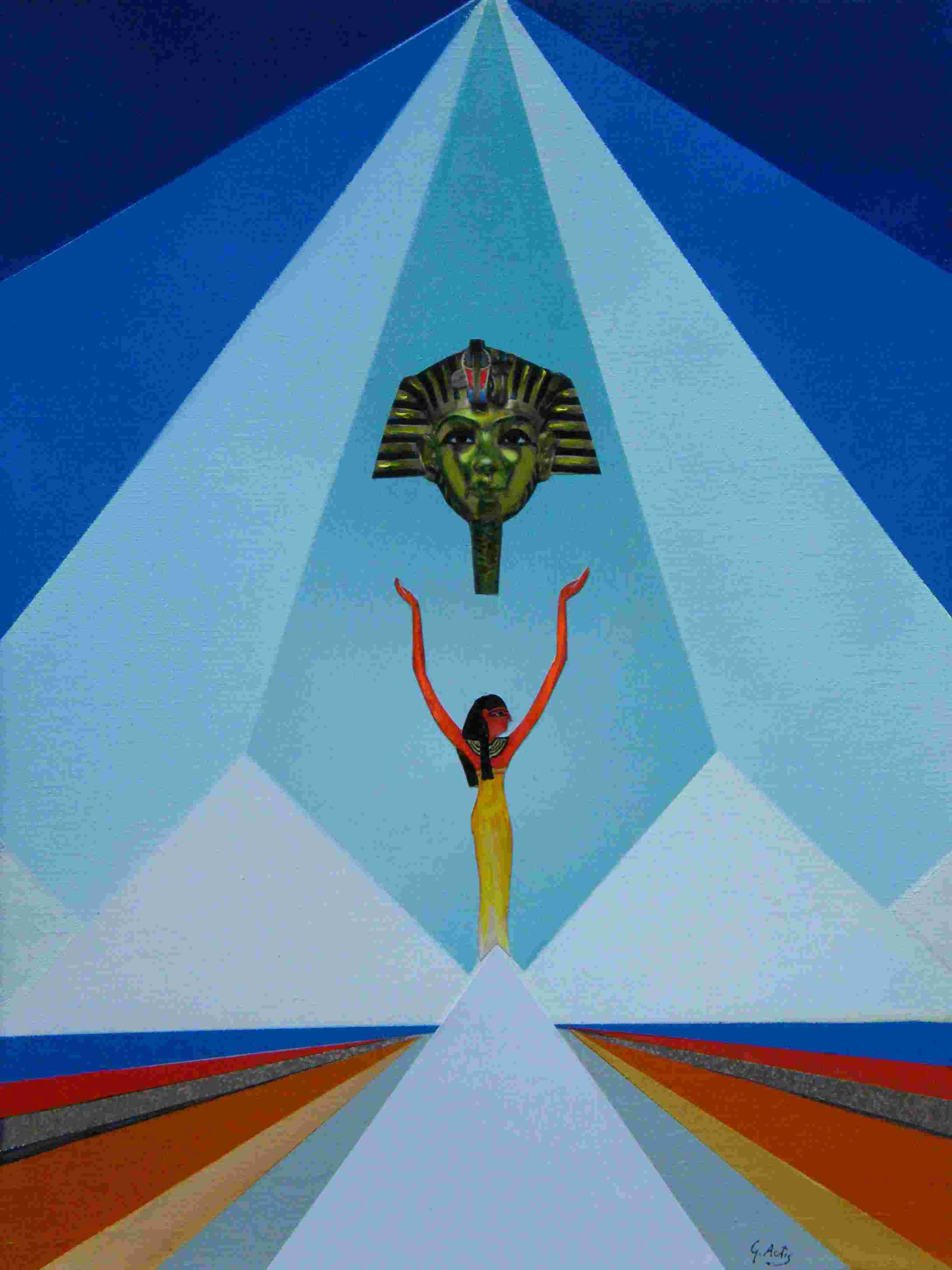
Hommage auf Beverly Mathernes Gedicht The Blues Cryin: Gemälde von Gianpiero Actis

Sie wurde in Acadiana, am Mississippi River in der Nähe von New Orleans, geboren. Sie studierte Französische Literatur an der University of California, Berkeley, ist Mitglied des CIEF (Conseil International d'Études Francophones). Ihre Gedichte wurden in mehreren Publikationen veröffentlicht. 
Sie ist Professorin an der Northern Michigan University und lebt in Marquette.

## Werke
- Images cadiennes (Cajun Images), 1994
- Je me souviens de la Louisiane (I Remember Louisiana), 1994
- La Grande Pointe (Grand Point), 1995
- Le blues braillant (The Blues Cryin), 1999
- Lamothe-Cadillac: Sa jeunesse en France (Lamothe-Cadillac: His Early Days in France), 2009.
- Bayou Des Acadiens (Blind River), ~2016